# Stazione di Ozzano dell'Emilia
La stazione di Ozzano dell'Emilia è una fermata ferroviaria posta sulla linea Bologna-Ancona, a servizio dell'omonimo comune.

## Storia
La fermata di Ozzano dell'Emilia venne attivata il 30 dicembre 2002, in sostituzione dell'ex stazione di Mirandola-Ozzano.

## Movimento
La fermata è servita da treni regionali svolti da Trenitalia Tper nell'ambito del contratto di servizio stipulato con la Regione Emilia-Romagna.
La fermata è interessata dai treni della linea S4B (Bologna Centrale - Imola) del servizio ferroviario metropolitano di Bologna.
Al 2007, l'impianto risultava frequentato da un traffico giornaliero medio di circa 300 persone.
A novembre 2019, la stazione risultava frequentata da un traffico giornaliero medio di circa 625 persone (320 saliti + 305 discesi).

## Servizi
La stazione è classificata da RFI nella categoria bronze.